# Gigantes de Rivas
Gigantes de Rivas es un equipo profesional de béisbol con sede en la ciudad de Rivas (Nicaragua). Participa en la Liga de Béisbol Profesional Nacional desde 2013.
Y representó a Nicaragua en la Serie del Caribe 2024

## Historia
En el año 2013 el empresario Mauricio Marenco funda el equipo Gigantes de Rivas utilizando el estadio municipal Yamil Ríos Ugarte como sede oficial del equipo.
La Franquicia cuenta con cuatro campeonatos en la liga béisbol profesional nacional de Nicaragua: 2013-2014, 2016-2017, 2020-2021 y 2023-2024. El nombre de Gigantes de Rivas surge de la Playa El Gigante en Tola -Rivas.

## Palmarés
- Liga de Béisbol Profesional Nacional
  - Campeón 2013-14, 2015-16, 2020-21, 2023-24
  - Subcampeón 2014-15, 2021-2022
- Serie Latinoamericana
  - Campeón 2016
- Serie del Caribe 2024
  - Por definir